# Itziar Ziga
Itziar Ziga (née en 1974 à Errenteria, au Pays basque espagnol) est une militante féministe et journaliste espagnole.

## Biographie
Itziar Ziga grandit à Errenteria. Elle est diplômée en Sciences de l'information et de la communication.
Après une licence en journalisme, elle déménage à Barcelone, où elle enchaine les emplois des plus précaires. Pendant trois ans, elle exerce aussi bien comme journaliste pour le périodique féministe intitulé Andra. Elle écrit dans la revue de théorie du genre Parole de Queer et participe activement aux différents mouvements transféministes. Elle participe au blog Hasta la limusina siempre et collabore avec le groupe de production de postporno PostOp.
Itziar Ziga est engagée dans différentes associations politique, comme le Front d'Alliberament Gai de Catalunya, le mouvement de soutien aux prisonniers du 4F et dans le groupe féministe, aujourd'hui disparu, ex_dones.
En 2009, elle publie Devenir Perra aux éditions Melusina. L'ouvrage est traduit en français en 2020 sous le titre Devenir chienne. Il est publié aux éditions Cambourakis avec une préface de Virginie Despentes et Paul B. Preciado.
Elle est régulièrement citée aux côtés de Paul B Preciado comme transféministe.

## Publications

### En langue espagnole
- (ca) Dels drets a les llibertats: una història política de l'alliberament GLT a Catalunya (FAGC 1986-2006), Virus Editorial, 2008 (ISBN 978-84-96044-96-8, lire en ligne)
- (es) Itziar Ziga, Devenir perra, melusina, 24 juin 2020 (ISBN 978-84-15373-94-0, lire en ligne)
- Ziga, Itziar., Un zulo propio, Editorial Melusina, 2009 (ISBN 84-96614-70-0 et 978-84-96614-70-3, OCLC 625427450, lire en ligne)
- Glamur I resistència, Le Tangram, Barcelone, 2011.
- El género desordenado, Egalés, Barcelone-Madrid, 2010[4].
- (es) Itziar Ziga, Sexual Herria, Txalaparta, 2011 (ISBN 978-84-15313-08-3, lire en ligne)
- (es) Itziar Ziga, Malditas: una estirpe transfeminista, Txalaparta, 2014 (ISBN 978-84-15313-93-9, lire en ligne)
- (es) Itziar Ziga, La feliz y violenta vida de Maribel Ziga, Melusina, 2020.

### En langue française
- Itziar Ziga, Devenir chienne, Paris, Cambourakis, 2020, 176 p. (ISBN 978-2-36624-486-1)
- Itziar Ziga, L’Heureuse et Violente Vie de Maribel Ziga, Paris, Cambourakis, 2025, 128 p. (ISBN 978-2-36624-983-5)